# 亨利·沙弗尔
亨利·F·沙弗尔（英語：Henry Frederick "Fritz" Schaefer III，1944年6月8日—）是一位美国计算和理论化学家，现为喬治亞大學计算化学中心主任，开发了PSI等工具软件。